# Rapid Valley
Rapid Valley è un census-designated place (CDP) degli Stati Uniti d'America della contea di Pennington nello Stato del Dakota del Sud. La popolazione era di 8 260 abitanti al censimento del 2010. Rapid Valley era un rifugio per le persone che vivevano a Rapid City a causa del suo basso crimine, dei terreni economici, e per la vista sulle Colline Nere. Rapid Valley è sede di molte aziende industriali e finanziarie, ed è anche la sede di molte aziende specializzate in trasporti e ingegneria. L'aeroporto regionale di Rapid City si trova a Rapid Valley.

## Geografia fisica
Rapid Valley è situata a 44°03′55″N 103°08′51″W (44.065296, -103.147427).
Secondo lo United States Census Bureau, la città ha una superficie totale di 19,28 km², dei quali 19,27 km² di territorio e 0,01 km² di acque interne (0,04% del totale).
A Rapid Valley è stato assegnato lo FIPS place code 53007.

## Società

### Evoluzione demografica
Secondo il censimento del 2010, la popolazione era di 8 260 abitanti.

### Etnie e minoranze straniere
Secondo il censimento del 2010, la composizione etnica della città era formata dall'89,96% di bianchi, lo 0,69% di afroamericani, il 4,23% di nativi americani, lo 0,86% di asiatici, lo 0,07% di oceanici, lo 0,65% di altre razze, e il 3,54% di due o più etnie. Ispanici o latinos di qualunque razza erano il 3,2% della popolazione.